# St.-Jakobs-Kathedrale (Riga)

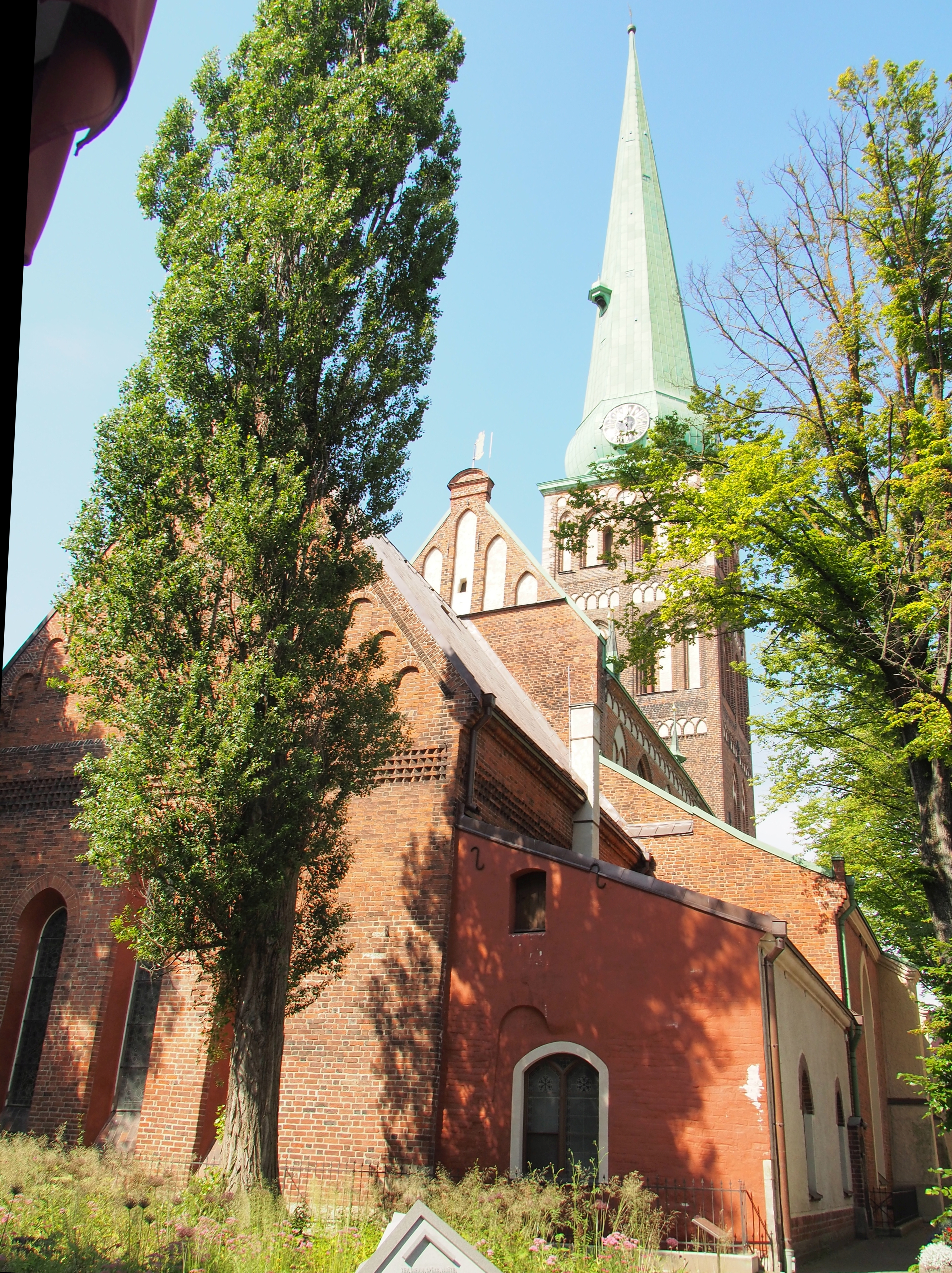
St. Jakobs-Kathedrale

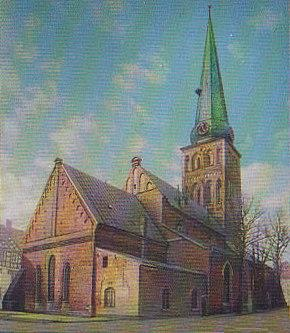
St. Jakob auf einer lettischen Briefmarke von 2004

Die St.-Jakobs-Kathedrale (Svētā Jēkaba katedrāle) in der Altstadt der lettischen Hauptstadt Riga ist die Bischofskirche des römisch-katholischen Erzbistums Riga.

## Geschichte
Nach der Erweiterung der Stadtbefestigung ab 1215 wurde die Kirche des hl. Jakobus des Älteren als Pfarrkirche für das neue Nordviertel erbaut. Die älteste urkundliche Erwähnung stammt aus dem Jahr 1225.
1522 war St. Jakob die zweite Kirche in Riga, in der lutherisch gepredigt wurde. Nachdem sich die Stadt Riga im Livländischen Krieg dem polnisch-litauischen König Stephan Báthory unterstellt und dieser im Corpus Privilegiorum Stephaneum der Stadt ihre Freiheiten und Privilegien bestätigt hatte, kaufte der König der Stadt 1582 die Kirche ab und übergab sie den Jesuiten. Bei den Kalenderunruhen 1584 wurde der größte Teil der Inneneinrichtung von einer aufgebrachten Menge zerstört. 1621 kam Riga unter schwedische Herrschaft; die Jakobskirche wurde für die nächsten 300 Jahre wieder lutherisch. In dieser Zeit war sie auch als Kronskirche bekannt. 1656 beschoss die russische Artillerie bei der Belagerung von Riga während des Russisch-Schwedischen Krieges die Jakobskirche. Zum Gedenken daran wurden bei der Beseitigung der Kriegsschäden zwei Kanonenkugeln in die Gewölbe über dem Altar bzw. dem Mittelschiff eingemauert.
Nach dem Ersten Weltkrieg und dem Ende des Zarenreiches kam es zum Lettischen Unabhängigkeitskrieg und der Besetzung Rigas durch Bolschewiki, die den Oberpastor der Jakobskirche, Erhard Doebler, gemeinsam mit sieben anderen Geistlichen und 25 weiteren Personen am 22. Mai 1919 erschossen. Die Bolschewiki wurden schließlich zurückgedrängt, so dass die baltischen Staaten ihre Unabhängigkeit auch gegenüber der 1922, nach Ende dieses Krieges, gegründeten Sowjetunion behaupten konnten.
Der Heilige Stuhl reagierte auf die Unabhängigkeit der baltischen Staaten mit der Errichtung des Erzbistums Riga. Der lettische Ministerpräsident Zigfrīds Anna Meierovics leitete daraufhin ein Gesetzgebungsverfahren zur Übertragung von St. Jakob an die katholische Kirche ein. Durch eine maßgeblich von Paul Schiemann initiierte Volksabstimmung sollte dies verhindert werden. Die Abstimmung am 1./2. September 1923 erreichte jedoch nicht das erforderliche Quorum. Demgemäß wurde die Kirche St. Jakob katholisch. Seitdem ist sie Metropolitankathedrale.
In deutschbaltischen Kreisen wurde die Bezeichnung „Jakobikirche“ gebraucht.

## Architektur und Ausstattung

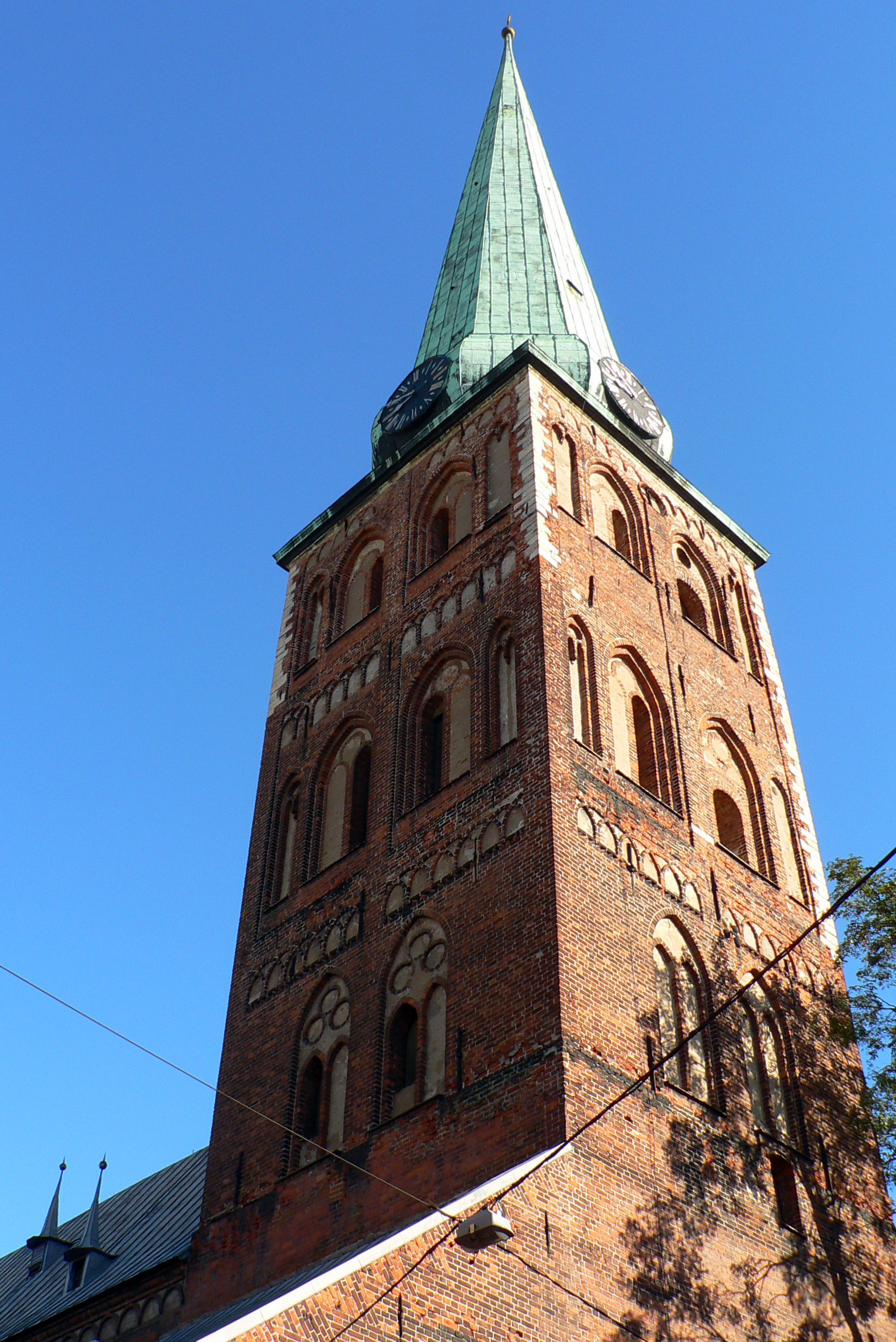
Kirchturm von St. Jakob

Die Jakobskirche wurde im spätromanischen Stil aus Backstein erbaut; später wurde sie teilweise gotisiert. Sie ist eine dreischiffige Basilika mit eingezogenem rechteckigem Chor. Mittig über dem Westportal steht der massive quadratische Turm von 80 m Höhe mit barocker Kupferhaube. Trotz der Verwüstung von 1584 ist die Kathedrale heute wieder reich an wertvollen Ausstattungsstücken aus verschiedenen Epochen.